# Charlie le coq et Hennery le faucon
Pour plus de détails, voir Fiche technique et Distribution.
Charlie le coq et Hennery le faucon (The Foghorn Leghorn) est un court métrage d'animation de la série Merrie Melodies réalisé par Robert McKimson qui met en scène Charlie le coq et Hennery le faucon. Le court métrage a été diffusé pour la première fois le 9 octobre 1948.

## Fiche technique
- Réalisation : Robert McKimson
- Scénario : Warren Foster
- Production : Warner Bros. Cartoons
- Musique originale : Carl Stalling
- Montage : Treg Brown
- Format : 35 mm, ratio 1.37 :1, couleur Technicolor, mono
- Durée : 7 minutes
- Pays de production :  États-Unis
- Langue : anglais
- Genre : animation
- Distribution : 
  - 1948 : Warner Bros. Pictures cinéma
  - 2003 : Warner Home Video DVD
- Date de sortie : 
  - États-Unis : 9 octobre 1948

## Distribution
- Charlie le coq, George P. Dog et Hennery le faucon
- VO par Mel Blanc (voix)